# Kazimierz Chrzanowski (autor)
Kazimierz Rodryg Chrzanowski (ur. 13 stycznia 1897 w Warszawie, zm. 27 czerwca 1982 w Puławach) – polski aktor teatralny i autor tekstów.

## Życiorys
Był synem Jana Chrzanowskiego i Antoniny z Dobrowolskich. Po zdaniu egzaminu aktorskiego Związku Artystów Scen Polskich w 1920 rozpoczął występy w teatrach dramatycznych, operetkowych i rewiowych, między innymi w Warszawie i we Lwowie. W 1932 był aktorem warszawskich teatrów Kameleon i Nowy Ananas. Pracował również jako sekretarz teatru Wielka Rewia. Był autorem tekstu do walczyka ludowego Nie trać nadziei, którego wykonywał m.in. Tadeusz Faliszewski. W okresie II wojny światowej występował w działających na terenie Generalnego Gubernatorstwa jawnych teatrach. Po wojnie przez krótki czas pracował w łódzkim teatrze Gong, a w latach 1947–1958 kolejno w warszawskich teatrach: Teatrze Objazdowym, Wróbelek Warszawski, Teatrze Domu Wojska Polskiego i Teatrze Ziemi Mazowieckiej. W 1959 grał na deskach Teatru im. Juliusza Słowackiego w Krakowie, zaś w sezonie 1960–1961 w Operetce Śląskiej w Gliwicach. 
W maju 1965 przeszedł na emeryturę, lecz nadal okazjonalnie grywał w warszawskim Teatrze Współczesnym i Ateneum. Pojawiał się też w epizodycznych rolach w spektaklach telewizyjnych, m.in. jako szef w restauracji w Kompozycji na cztery ręce i lokaj w Królu.